# Георги Бербенков
Георги Бербенков е български писател-хуморист, член на Сдружението на писателите – Варна и на Съюза на българските писатели. Автор е на „Открадната любов“, „Афоризми за туй и онуй“, „Римувани усмивки“, „Остроумия“ и др.

## Биография
Георги Бербенков e роден на 17 май 1941 г. в град Добрич, където живее до края на средното си образование. Висшето си завършва във ВВМУ „Н. Й. Вапцаров“ – Варна и няколко години служи във Военноморския флот. Работил е като старши редактор в Държавно военно издателство – София. След пенсионирането си Бербенков издава хумористичния вестник „Маскарад“. През останалата част от живота си се занимава активно с издателска и редакторска дейност. Почива на 24 юни 2023 г.

## Писателска дейност
Има издадени двадесет и осем самостоятелни книги и участва в няколко сборника, сред които и тринадесетте тома на „Законите на Мърфи в ефир“. Предимно пише афоризми, епиграми и анекдоти, но нерядко публикува фейлетони и разкази. Автор е на книги с афоризми, епиграми, анекдоти, фейлетони и разкази, първите от които са илюстрирани от българския график и карикатурист Борис Димовски. Превеждан е на английски, полски, македонски, руски, сръбски и украински. Негови произведения често се публикуват в местния и централния печат, в периодични издания и литературни сборници, излъчвани са по Радио Варна и БНР, както и по БНТ.

## Творчество
- „Изтървани мисли“ – афоризми (1983)
- „Мисли“ – афоризми (1992)
- „Малшанс“ – епиграми (1993)
- „Вицове“ – анекдоти (2006)
- „Открадната любов“ – разкази (2007)
- „Афоризми за туй и онуй“ – афоризми (2008)
- „Любов в трамвая“ – хумористични разкази и фейлетони (2009)
- „Римувани усмивки“ – епиграми (2010)
- „Остроумия“ – афоризми (2011)
- „Обич“ – разкази (2012)
- „Весели мисли“ – афоризми (2013)
- „Калейца юни 2013“ – афоризми (2013)
- „Уловени мисли“ – афоризми (2014)
- „Епиграми за господа и дами“ – епиграми (2014)
- „Сатирични стрели“ – афоризми (2015)
- „Свежи хрумки“ – афоризми (2015)
- „Афоризми за всеки“ – афоризми (2016)
- „Сентенции без конкуренции“ – афоризми (2016)
- „Хвърковати мисли“ – афоризми (2017)
- „Житейски мъдрости“ – афоризми (2017)
- „Бербенковчета“ – афоризми (2018)
- „Какво от това?“ – афоризми (2019)
- „Усмивки за всеки ден“ – афоризми (2020)
- „Афористичен коктейл“ – афоризми (2021)
- „Афоризми писани преди юбилея“ – афоризми (2021)
- „Истини за живота“ – афоризми (2021)